# تپه پیرمیکائیل
تپه پیر میکائیل مربوط به عصر مفرغ - سده‌های ۶–۴ ه.ق است و در شهرستان کوهدشت، بخش کونانی، دهستان زیر تنگ، ۳/۳ کیلومتری شمال غرب روستای چم برزو واقع شده و این اثر در تاریخ ۲۸ اسفند ۱۳۸۵ با شمارهٔ ثبت ۱۸۴۰۷ به‌عنوان یکی از آثار ملی ایران به ثبت رسیده است.